# San José de Pimas
San José de Pimas es un ejido del municipio de La Colorada ubicado en el centro del estado mexicano de Sonora, en la zona del desierto de Sonora. El ejido es la quinta localidad más habitada del municipio, ya que según los datos del Censo de Población y Vivienda realizado en 2020 por el Instituto Nacional de Estadística y Geografía (INEGI), San José de Pimas tiene un total de 116 habitantes.

## Geografía
San José de Pimas se sitúa en las coordenadas geográficas 28°42'50" de latitud norte y 110°20'52" de longitud oeste del meridiano de Greenwich, a una elevación de 371 metros sobre el nivel del mar.